# Onitis confusus
Onitis confusus är en skalbaggsart som beskrevs av Karl Henrik Boheman 1860. Onitis confusus ingår i släktet Onitis och familjen bladhorningar. Inga underarter finns listade i Catalogue of Life.